# Under the Iron Sea
《Under the Iron Sea》는 2006년 6월 12일에 발매된 영국의 록 밴드 킨의 두 번째 스튜디오 음반이다. 영국에서 발매된 첫 주 동안, 이 음반은 공식 차트 회사의 수치에 따라 222,297장이 팔리면서 1위에 올랐다. 미국에서 이 음반은 빌보드 200에서 4위로 올라갔고, 그 곳에서 첫 주에 7만 5천장이 팔렸다. 발매 이후, 이 음반은 전세계적으로 3,000,000장이 넘게 팔렸다.
이 밴드는 《Under the Iron Sea》을 일렉트로닉 영향을 받은 《Hopes and Fears》의 진행으로 묘사하고 있으며, 이 음반을 "신비한 동화-세상-잘못"이라고 묘사하고 있다.

## 발매
음반 전 첫 번째 사전 발매는 〈Atlantic〉으로, 4월 25일 다운로드 전용 뮤직 비디오 싱글로 발매되었으며, 음반 트랙 〈The Iron Sea〉의 아우트로를 포함하는 특별히 확장된 버전의 노래가 수록되었다. 소설 《트레인스포팅》의 저자 어빈 웰시는 먼 서식스 해변에서 흑백으로 촬영된 이 영상을 연출했으며 밴드는 출연하지 않았다. 〈Is It Any Wonder?〉는 5월 29일 첫 번째 싱글 음반으로 그 뒤를 이었다. 이 비디오는 1980년대 중반 더 폴리스와 듀란 듀란을 위한 뮤직 비디오로 가장 잘 알려진 케빈 고들리가 감독했다.
이 음반은 2006년 6월 12일 국제적으로 발매되었다. 그러나 이 음반은 애플 컴퓨터의 벨기에 아이튠즈 뮤직 스토어에 의해 2006년 6월 2일에 우연히 몇 시간 동안 발매되었고, 이것이 음반의 유출로 널리 알려졌지만, 이 시간대에는 밴드의 게시판에 있는 누구도 이 음반을 살 수 없었다. 음반의 미국판은 결국 2006년 6월 5일 파일공유 네트워크로 통째로 유출되었고, 멕시코판은 6월 9일 초에 발매되었다.
또 동화 같은 이야기를 나타내는 책 모양의 커버가 달린 보너스 DVD도 있었고, 안쪽 페이지에는 그림이 그려져 있었다.

## 평가
| 전문가 평가          | 전문가 평가 |
| 총 점수              | 총 점수     |
| 출처                 | 점수        |
| -------------------- | ----------- |
| 메타크리틱           | 63/100      |
| 평가 점수            |             |
| 출처                 | 점수        |
| AllMusic             | [ 5 ]       |
| The A.V. Club        | B−          |
| Entertainment Weekly | A−          |
| The Guardian         | [ 8 ]       |
| The Irish Times      | [ 9 ]       |
| Mojo                 | [ 10 ]      |
| Pitchfork            | 4.1/10      |
| Q                    | [ 12 ]      |
| Rolling Stone        | [ 13 ]      |
| Spin                 | [ 14 ]      |

《Under the Iron Sea》는 비평가들로부터 대체로 호평을 받았다. 종합 웹사이트 메타크리틱 리뷰는 24개의 리뷰를 바탕으로 "일반적으로 호의적인" 리뷰를 나타내며, 정규화된 점수가 100점 만점에 63점이라고 보고한다.

## 곡 목록
모든 곡들은 톰 채플린, 팀 라이스 옥슬리 그리고 리처드 휴스에 의해 작사/작곡하였다.
| #   | 제목                  | 재생 시간 |
| --- | --------------------- | --------- |
| 1.  | 〈Atlantic〉          | 4:13      |
| 2.  | 〈Is It Any Wonder?〉 | 3:06      |
| 3.  | 〈Nothing in My Way〉 | 4:00      |
| 4.  | 〈Leaving So Soon?〉  | 3:59      |
| 5.  | 〈A Bad Dream〉       | 5:06      |
| 6.  | 〈Hamburg Song〉      | 4:37      |
| 7.  | 〈Put It Behind You〉 | 3:36      |
| 8.  | 〈The Iron Sea〉      | 2:57      |
| 9.  | 〈Crystal Ball〉      | 3:53      |
| 10. | 〈Try Again〉         | 4:27      |
| 11. | 〈Broken Toy〉        | 6:07      |
| 12. | 〈The Frog Prince〉   | 4:22      |

| #   | 제목                                | 재생 시간 |
| --- | ----------------------------------- | --------- |
| 1.  | 〈Atlantic〉                        | 4:13      |
| 2.  | 〈Is It Any Wonder?〉               | 3:06      |
| 3.  | 〈Nothing in My Way〉               | 4:00      |
| 4.  | 〈Leaving So Soon?〉                | 3:59      |
| 5.  | 〈A Bad Dream〉                     | 5:06      |
| 6.  | 〈Hamburg Song〉                    | 4:37      |
| 7.  | 〈Put It Behind You/The Iron Sea〉  | 6:33      |
| 8.  | 〈Crystal Ball〉                    | 3:53      |
| 9.  | 〈Try Again〉                       | 4:27      |
| 10. | 〈Broken Toy〉                      | 6:07      |
| 11. | 〈The Frog Prince〉                 | 4:22      |
| 12. | 〈Let It Slide (일본 보너스 트랙)〉 | 4:12      |

## 인증
| 국가                                                            | 인증        | 판매량/출하량 |
| --------------------------------------------------------------- | ----------- | ------------- |
| 아일랜드 (IRMA)                                                 | 플래티넘    | 15,000^       |
| 네덜란드 (NVPI)                                                 | 골드        | 35,000^       |
| 스위스 (IFPI 스위스)                                            | 골드        | 15,000^       |
| 영국 (BPI)                                                      | 3× 플래티넘 | 904,798       |
| 미국 (RIAA)                                                     | 골드        | 500,000       |
| ^출하량을 기반으로 한 인증 · 판매량+스트리밍을 기반으로 한 인증 |             |               |